# Condado de Madison (Iowa)
El condado de Madison (en inglés: Madison County, Iowa), fundado en 1846, es uno de los 99 condados del estado estadounidense de Iowa. En el año 2000 tenía una población de 14 019 habitantes con una densidad poblacional de 10 personas por km². La sede del condado es Winterset.
El Condado de Madison es famoso por ser el condado donde John Wayne nació, y por sus puentes cubiertos. Estos puentes fueron presentados en el libro de 1992 y película de 1995 Los puentes de Madison.

## Historia
El condado de Madison se formó el 13 de enero de 1846. Se ha autogobernado desde 1849. Fue nombrado así por James Madison, cuarto Presidente de los Estados Unidos.

## Geografía
Según la Oficina del Censo, el condado tiene un área total de 1456 km² (562,2 mi²), de la cual 1453 km² (561 mi²) es tierra y 3 km² (1,2 mi²) es agua.

### Condados adyacentes
- Condado de Dallas norte
- Condado de Warren este
- Condado de Clarke sureste
- Condado de Union suroeste
- Condado de Adair oeste

## Demografía
En el 2000 la renta per cápita promedia del condado era de $41 845, y el ingreso promedio para una familia era de $48 289. El ingreso per cápita para el condado era de $19 357. En 2000 los hombres tenían un ingreso per cápita de $31 126 contra $24 095 para las mujeres. Alrededor del 6,70% de la población estaba bajo el umbral de pobreza nacional.
| 1900   | 1910   | 1920   | 1930   | 1940   | 1950   | 1960   | 1970   | 1980   | 1990   | 2000   |
| ------ | ------ | ------ | ------ | ------ | ------ | ------ | ------ | ------ | ------ | ------ |
| 17 710 | 15 621 | 15 020 | 14 331 | 14 525 | 13 131 | 12 295 | 11 558 | 12 597 | 12 483 | 14 019 |

## Puentes cubiertos

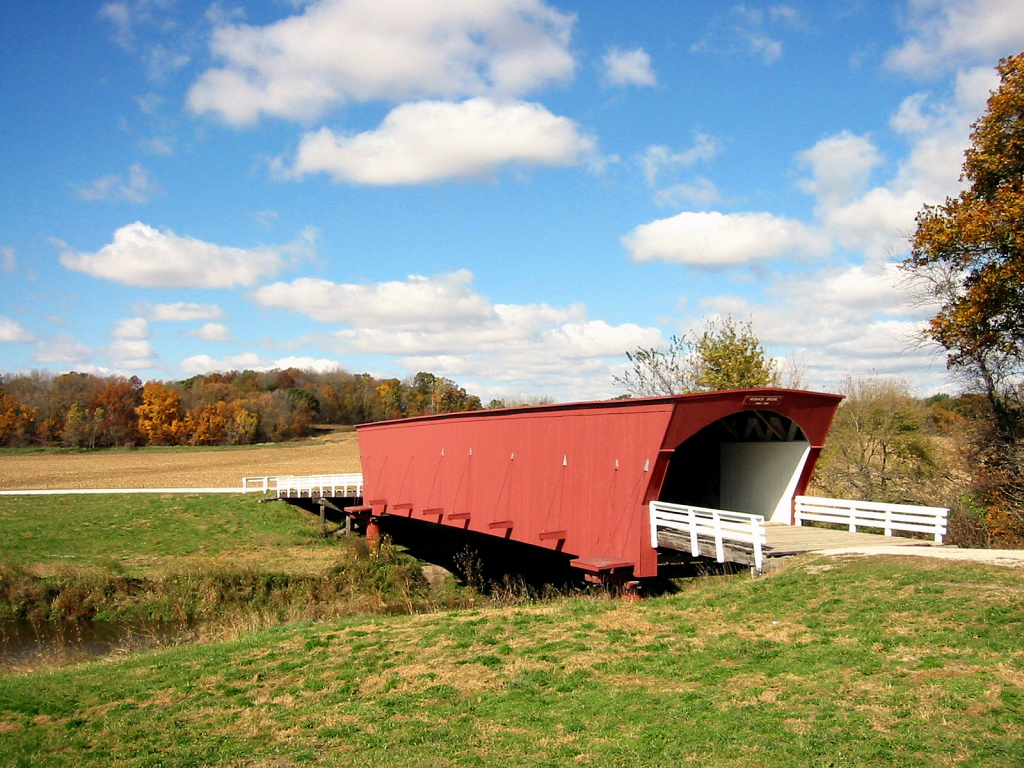
Hogback Bridge, uno de los puentes cubiertos de seis restantes en el condado de Madison

Solo hay seis puentes existentes en el condado de Madison:
- Cedar Bridge
- Cutler-Donahoe Bridge
- Hogback Bridge
- Holliwell Bridge
- Imes Bridge
- Roseman Bridge

## Lugares

### Ciudades

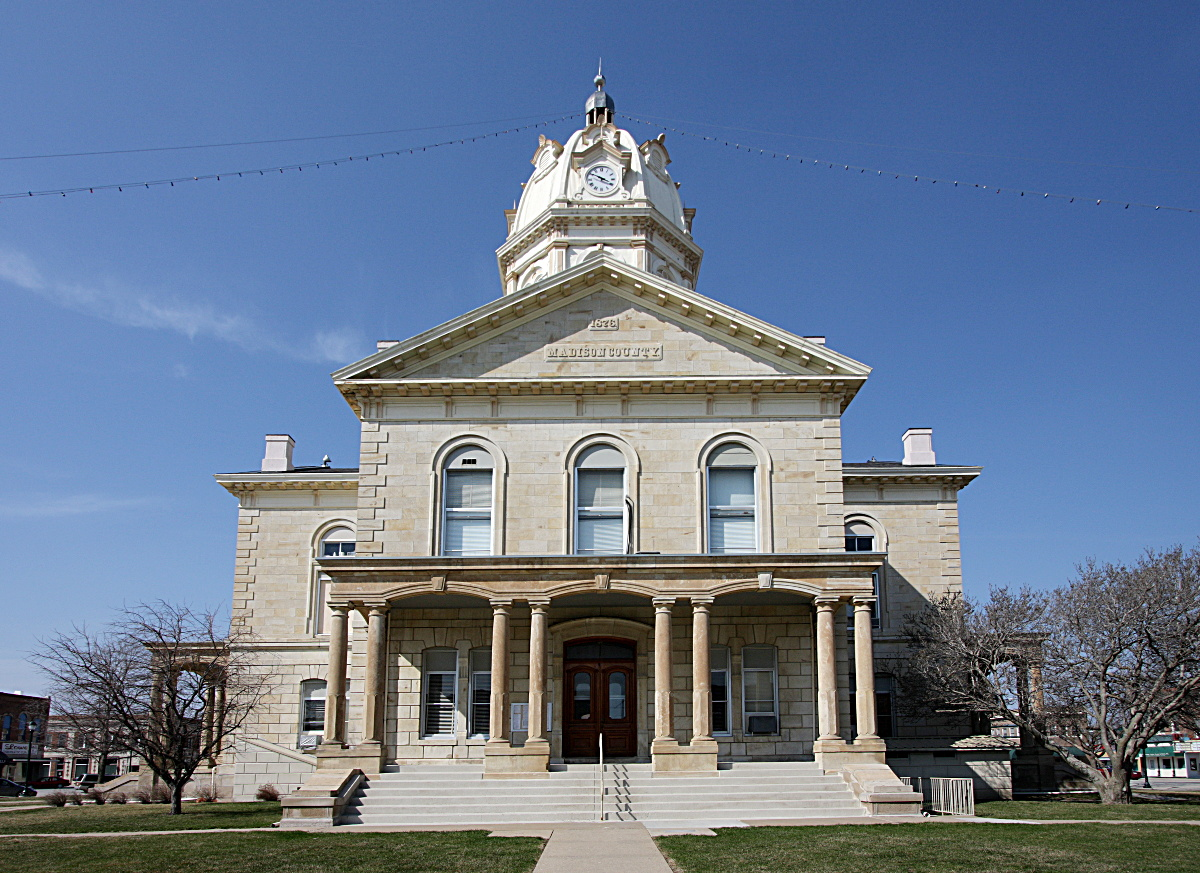
Juzgado del Condado de Madison

- Bevington
- Earlham
- East Peru
- Macksburg
- Patterson
- St. Charles
- Truro
- Winterset

### Otras actividades comunitarias
- Old Peru

### Principales carreteras
- Interestatal 35
- U.S. Highway 6
- U.S. Highway 169
- Carretera de Iowa 92